# 헬로! 플레이트
《헬로! 플레이트》는 2020년 12월 10일부터 2021년 2월 25일까지 SKY, 디스커버리 채널 코리아에서 방송된 주한 외국인 셰프 경연 프로그램이다. 37개국 55명이 참여했으며, 15명이 본선에 진출했다. 우승자에게는 상금 1억원이 지급된다.

## 결과
- 우승 :  에드가
- Top3 :  파우피싯
- Top3 :  에밀리오
- Top4 :  푸루리
- Top6 :  순지메이
- Top6 :  바시라
- Top8 :  구스타보
- Top8 :  베커
- Top14 :  니하트
- Top14 :  가우라브
- Top14 :  미카엘
- Top14 :  벨지움
- Top14 :  비아지오
- Top14 :  돤옥광
- Top15 :  당트엉띤